# Luís Dias Lins
Luís Dias Lins (Recife, 26 de maio de 1898 – Recife, 26 de março de 1982) foi um político brasileiro.
Filho de Zenóbio Marques da Silveira Lins e de Filonila Teresa Dias Lins. Casou com Maria Dias Lins.
Graduado em engenharia elétrica pela Escola Politécnica do Rio de Janeiro.
Iniciou sua carreira política como vereador de Escada, Pernambuco. Nas eleições estaduais em Pernambuco em 1950 foi eleito terceiro suplente de deputado federal por Pernambuco. Assumiu o mandato em março de 1951, na vaga de João Cleofas, então nomeado ministro da Agricultura, e, nas eleições estaduais em Pernambuco em 1954 foi eleito titular de uma cadeira na Câmara. Nas eleições estaduais em Pernambuco em 1958 foi eleito primeiro suplente de deputado federal. Permanecendo na Câmara, exerceu o mandato desde o início da legislatura, em fevereiro do ano seguinte, sendo novamente eleito nas eleições estaduais em Pernambuco em 1962. Com a extinção dos partidos políticos pelo Ato Institucional nº 2 e a posterior instauração do bipartidarismo, filiou-se à Aliança Renovadora Nacional (Arena). Nas eleições de 1966 foi eleito terceiro suplente de deputado federal, exercendo o mandato desde o início da legislatura, em fevereiro de 1967, deixando a Câmara em janeiro de 1971.

## Publicações
- Observações de um empresário (1973)
- Instalações hidrelétricas em Pernambuco
- O problema da força no Brasil